# Говард, Элизабет, графиня Уилтшир
Элизабет Болейн, графиня Уилтшир и Ормонд (англ. Elizabeth Boleyn, Countess of Wiltshire and Ormond; ок. 1480/1486 — 3 апреля 1538), урождённая леди Элизабет Говард. Мать Анны Болейн, второй супруги короля Англии Генриха VIII Тюдора. Её внучка Елизавета, названная в её честь, стала королевой Англии в 1558 году.

## Биография

### Ранние годы
Родителями Элизабет были Томас Говард и его первая жена Элизабет Тилни, они поженились 30 апреля 1472 года. Дата рождения Элизабет Говард неизвестна, но поскольку она вышла замуж в последние годы XV века, предположительно, она родилась в начале 1480-х годов в замке Арундел, графство Западный Суссекс, и была старшей дочерью в семье. По линии отца её родословная восходила к Плантагенетам: среди её предков был король Эдуард I. Элизабет Тилни умерла в 1497 году, и Томас Говард вскоре женился во второй раз — на Агнес Тилни, родственнице его покойной жены. От обоих браков отца у Элизабет было множество братьев и сестёр.
О её детстве и юности известно совсем немного: будучи ребёнком, она оставалась с матерью, и существует предположение, что она могла получить хорошее образование. Первые годы жизни Элизабет совпали с заключительным периодом Войны Роз, в которой Говарды выступали на стороне Йорков. Отец Томаса Говарда, сэр Джон, получил титул герцога Норфолка от Ричарда III, а Томас, в свою очередь, был пожалован титулом графа Суррея. В битве при Босворте отец и сын сражались на стороне Ричарда. Норфолк погиб, а Суррей был ранен и взят в плен. Он был лишён всех прав и титулов, его имущество было конфисковано в пользу короны, а сам он отправлен в Тауэр, где оставался в течение последовавших трёх лет. Его жена, Элизабет Тилни, вместе с детьми тем временем нашла убежище на острове Шеппи. Томасу Говарду вскоре удалось обрести благосклонность нового короля, Генриха VII Тюдора и вернуть утраченные привилегии. В 1489 году он был восстановлен в титуле графа Суррея, и на определённых условиях ему были возвращены его земельные владения.

### Замужество
Как старшая дочь в семье Говардов, Элизабет, предположительно, могла предназначаться в жёны Генри Буршье, графу Эссексу, который в виду малолетства находился под опекой её деда, герцога Норфолка. Права опеки были пожалованы Норфолку королём Ричардом III, и вполне вероятно, что герцог планировал брачный союз подопечного с представительницей своей семьи. Однако из-за сражения при Босворте в 1485 году, имевшего для Говардов плачевные последствия, это ни к чему не привело. После освобождения из Тауэра и возврата былого статуса, граф Суррей начал подыскивать для дочери новую партию. Поскольку его земли находились преимущественно в Восточной Англии, Суррей обратил внимание прежде всего на Томаса, старшего сына своего соседа сэра Уильяма Болейна. Говарды были в дружеских отношениях с Болейнами по меньшей мере с 1469 года. Для графа Суррея этот брачный союз выглядел весьма выгодным и полезным, так как Болейны были не только состоятельным семейством, имевшим вес в Норфолке, но, благодаря им, Говарды сблизились с другими влиятельными семьями в графстве: Шелтонами, Хейдонами и Клерами. Не позднее 1498 года леди Элизабет Говард, чью красоту воспевал в своих стихах придворный поэт Джон Скелтон, сравнивая её с мифической троянской красавицей Крессидой, была выдана замуж за Томаса Болейна. Хотя он и был наследником богатого землевладельца, но не принадлежал к кругу титулованного дворянства, и брак с благородной леди из дома Говардов открывал для него перспективы придворной карьеры. Болейн добился заметных успехов уже при Генрихе VII.
Союз Томаса Болейна с Элизабет Говард был весьма престижен в социальном плане, однако он не принёс никакой материальной выгоды. Учитывая, что её отцу пришлось выкупать свои земли у короля, приданое Элизабет не было большим, Болейн же на тот момент не имел какой-либо постоянной должности при дворе, и в первые годы брака семья испытывала финансовые трудности. Годовой доход Болейна тогда составлял всего 50 фунтов, а Элизабет оказалась плодовитой женой и, по воспоминаниям сэра Томаса, вплоть до смерти его отца в 1505 году она каждый год рожала по ребёнку. Из всех детей выжили и достигли зрелости только трое: Мэри, Анна и Джордж. Сыновья Томас и Генри скончались в детстве. Определить точные даты рождения детей, как и их порядок появления на свет, не представляется возможным, но наиболее вероятно, что Мэри была первенцем и родилась приблизительно в 1499 или 1500 году. Затем последовал Томас, их первый сын, скорее всего названный в честь отца, потом Генри (по всей видимости, получивший имя в честь короля) — в 1502 или 1503 году, и Джордж — в 1504 году. Сложнее всего уточнить дату появления на свет Анны, обычно указываются 1501 или 1507 годы, но, несомненно, она была младшей из сестёр и родилась приблизительно в 1501 году. При таком интенсивном деторождении маловероятно, что Элизабет могла исполнять обязанности фрейлины при дворе королевы Елизаветы Йоркской, которая умерла в 1503 году. Хотя она вполне могла занимать этот пост до замужества, свидетельств, подтверждающих это, не сохранилось.
Пока сэр Томас успешно занимался развитием своей придворной карьеры, леди Элизабет, по всей видимости, большую часть времени проводила за воспитанием детей и ведением хозяйства. Благосостояние семейства стабилизировалось в 1505 году, когда Томас Болейн унаследовал несколько поместий после смерти своего отца, сэра Уильяма, и стал одним из приближённых Генриха VII. В 1509 году, когда королём стал Генрих VIII, Болейн не только сохранил своё положение при королевском дворе, но и сумел завоевать доверие молодого короля, получив назначения на выгодные должности. Как утверждал один из историков викторианской эпохи, леди Элизабет вошла в состав свиты новой королевы, Екатерины Арагонской, став её фрейлиной, и эту версию повторили в своих исследованиях более поздние авторы. Однако о её активности в качестве придворной дамы почти ничего не известно, и существует предположение, что единственной леди Болейн при дворе на тот момент была вовсе не Элизабет, а её невестка Анна Темпест, жена сэра Эдварда Болейна. О самой Элизабет в качестве фрейлины упоминаний нет, кроме присутствия на Поле золотой парчи в 1520 году, где она как и многие другие знатные леди сопровождали королеву Екатерину Арагонскую. Причины её отсутствия при дворе неизвестны, и потому она вряд ли могла влиять на королеву, чтобы способствовать карьере мужа, как предполагают некоторые исследователи. Скорее всего, она оставалась в фамильном доме Болейнов, Хивере, занимаясь семьёй и домашним хозяйством, присматривая за управлением поместьем, землями и арендованными фермами.
Некоторое время спустя дочери Болейнов были отправлены за границу для получения образования. Предположительно, оба родителя не питали тёплых чувств к старшей дочери, Мэри, особенно после того, как она со скандалом вернулась из Франции, где у неё случилась интрига с королём Франциском I, позже назвавшем её «самой бесчестной распутницей из всех». Несмотря на то, что благодаря её роману с Генрихом VIII, отец, брат и первый муж, Уильям Кэри, получили очередные дивиденды в виде новых должностей и дотаций, отношение к Мэри мало изменилось. Овдовев в 1528 году, она осталась почти без средств к существованию и ей пришлось обратиться за помощью к младшей сестре Анне, а та, в свою очередь, ходатайствовала за неё перед королём. После того, как в 1534 году Мэри тайно вышла замуж за Уильяма Стаффорда, вся семья окончательно отвернулась от неё.
С младшей дочерью Элизабет была более близка. Она занималась её начальным образованием и воспитанием, обучала музыке, чтению, письму, основам религии, а также рукоделию. В 1525 году, когда Генрих VIII стал проявлять неподдельный интерес к Анне Болейн, леди Элизабет стала её компаньонкой, в течение длительного периода сопровождавшей её повсюду, тем самым препятствуя возникновению интимных отношений дочери с королём.

### Мать королевы
С 1530-х годов не утихали упорные слухи, что в молодости Элизабет была одной из любовниц Генриха VIII, и, возможно, он стал отцом её дочери Анны, но эти домыслы, бездоказательные и сомнительные, исходили от людей, не скрывавших враждебности и неприязни в отношении Болейнов. Все они были католиками, выступавшими против религиозных реформ в Англии и не признававшими законность брака Генриха с Анной Болейн. Сам король никогда не упоминал о существовании подобной связи и в ответ на обвинения в неподобающих отношениях с Мэри и Элизабет Болейн, заявил: «Только не с матерью!». По всей видимости, эта клевета была призвана очернить Анну Болейн и доказать, что её брак с королём кровосмесителен. Ряд исследователей предполагает, что вероятнее всего Элизабет Болейн по ошибке перепутали с королевской фавориткой Элизабет Блаунт.
Элизабет оставалась в свите Анны на протяжении всего времени, пока та была фавориткой, а позже и супругой Генриха VIII, но её не было в числе тех фрейлин, что сопровождали опальную королеву в Тауэр, когда весной 1536 года Анна была арестована по сфабрикованному обвинению в государственной измене. Также не сохранилось никаких свидетельств о том, пыталась ли Элизабет каким-либо образом пообщаться с дочерью, находившейся в заключении. В мае 1536 года Анна и Джордж Болейн были обезглавлены.

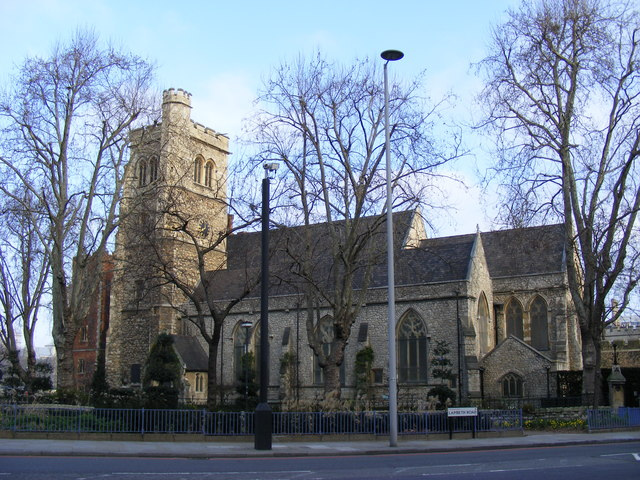
Церковь Святой Марии в Ламбете

После их казни леди Элизабет покинула двор и жила в замке Хивер. Ещё с апреля 1536 года она была нездорова, страдая от сильного кашля. В июне 1537 года она вновь ненадолго появилась при дворе, но уже в августе снова была в Хивере. В январе 1538 года Томас Болейн отправился в Лондон, где был весьма тепло принят королём. Элизабет сопровождала его в этой поездке и оставалась в столице вплоть до своей смерти. Она скончалась 3 апреля 1538 года в доме Хью Кука Фарингдона, настоятеля Редингского аббатства. Её похороны состоялись 7 апреля, она была погребена в фамильном склепе Говардов в церкви Святой Марии в Ламбете. Главными скорбящими выступили её брат лорд Эдмунд Говард и сестра Кэтрин Говард, леди Добни.
По обычаю той эпохи жена, как правило, завещала похоронить её останки там же, где расположена могила её мужа, и выбор Ламбета вместо Хивера для историков стал поводом предполагать, что после майских событий 1536 года отношения между супругами Болейн были крайне натянутыми. Однако церковь в Ламбете традиционно использовалась Говардами для погребения членов семейства, умерших в столице, и, вероятно, Элизабет могла выбрать её по той же причине. Её супруг, Томас Болейн, скончавшийся годом позже, был погребён в Хивере.

## Семья и дети
- Мэри Болейн (ок. 1499 — 19 июля 1543), была замужем дважды: за Уильямом Кэри и Уильямом Стаффордом;
- Анна Болейн (ок. 1501/1507 — 19 мая 1536), была замужем за королём Англии Генрихом VIII;
- Джордж Болейн, виконт Рочфорд (ок. 1504 — 17 мая 1536), был женат на леди Джейн Паркер;
- Томас Болейн (умер в младенчестве);
- Генри Болейн (умер в младенчестве).

## Образ в кинематографе
- Кэтрин Блейк в фильме 1969 года «Тысяча дней Анны»[43];
- Джейн Гурнетт в телевизионном фильме канала BBC «Ещё одна из рода Болейн» (2003), экранизации одноимённого романа Филиппы Грегори[44];
- Кристин Скотт Томас в голливудской версии романа Грегори «Ещё одна из рода Болейн» (2008)[45].

## Комментарии
1. ↑  Среди историков викторианской эпохи, в частности у Агнес Стрикланд[англ.], бытовало мнение, что Элизабет Говард умерла от родильной горячки в 1512 году, а Томас Болейн женился на некой женщине незнатного происхождения из Норфолка. Однако эта гипотеза не подтверждается никакими доказательствами[40].